# 슈크리 벨라이드

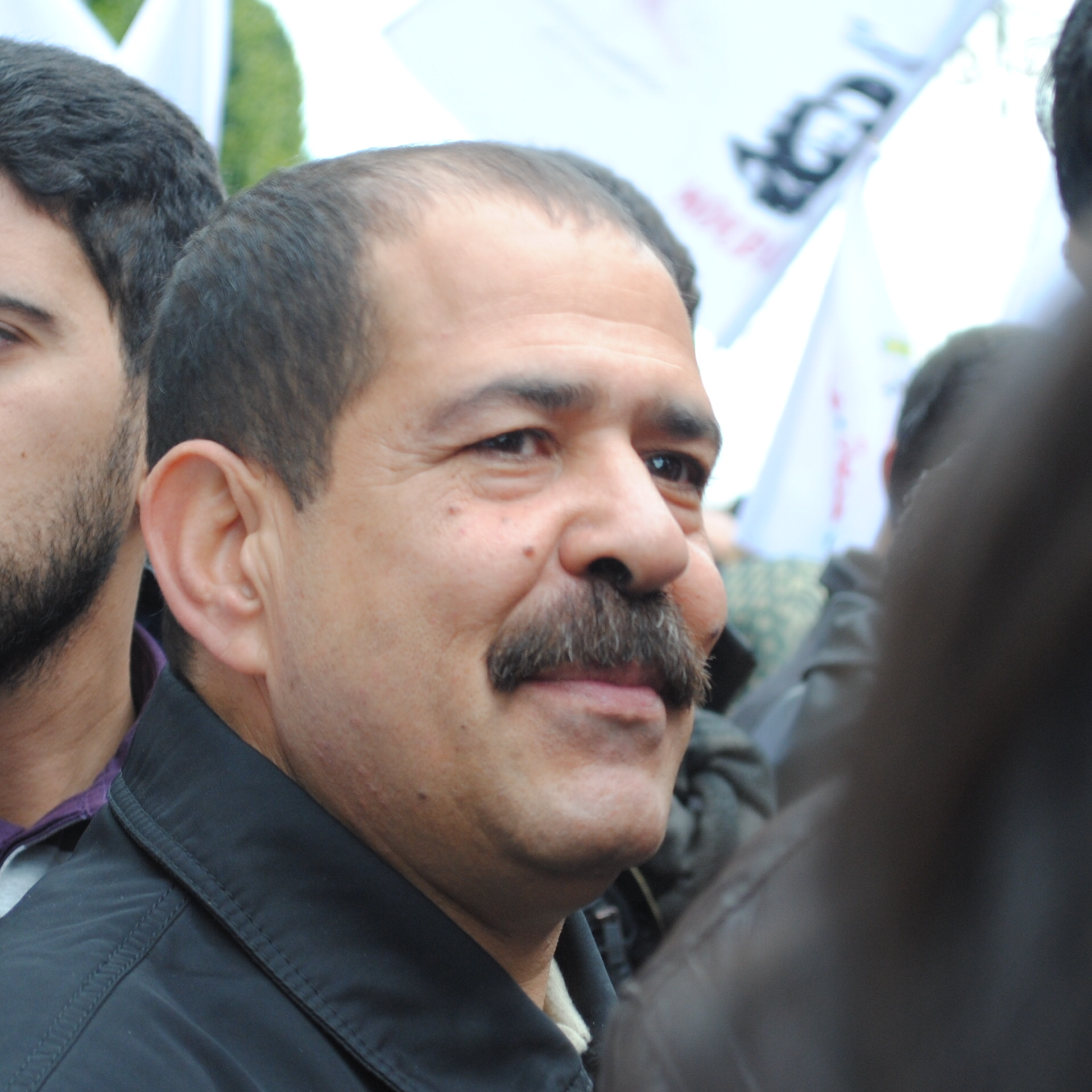
슈크리 벨라이드

슈크리 벨라이드(아랍어: شكري بلعيد, 영어: Chokri Belaid, 1964년 11월 26일 ~ 2013년 2월 6일)는 튀니지의 변호사이자 정치인이다. 민주애국자당 (Democratic Patriots' Movement)의 당수였다. 2013년 2월 6일 괴한에 의해 피살되었다.